# Liste der Kulturdenkmäler in Hausen (Hunsrück)
In der Liste der Kulturdenkmäler in Hausen sind alle Kulturdenkmäler der rheinland-pfälzischen Ortsgemeinde Hausen aufgeführt. Grundlage ist die Denkmalliste des Landes Rheinland-Pfalz (Stand: 12. Juni 2023).

## Einzeldenkmäler
| Bezeichnung                         | Lage                                     | Baujahr                | Beschreibung | Bild                           |
| ----------------------------------- | ---------------------------------------- | ---------------------- | --- | ------------------------------ |
| Backhaus                            | Hauptstraße, gegenüber Nr. 25 Lage       | spätes 19. Jahrhundert | Backhaus mit freiliegendem Backofen unter einem Dach, spätes 19. Jahrhundert                                                                                              | Fotos hochladen                |
| Evangelische Pfarrkirche St. Johann | Hauptstraße, zwischen Nr. 31 und 35 Lage |                        | romanischer Ostturm (verschiefertes Fachwerkgeschoss jünger), Langhaus mit Dreiseitschluss, 1747, barockisierende Portalvorbauten, 1913; orts- und landschaftsbildprägend | weitere Bilder Fotos hochladen |
| Tür                                 | Im Bongert, an Nr. 1 Lage                | 1923                   | zweiflügelige Haustür, Jugendstilnachklang, bezeichnet 1923 | Fotos hochladen                |

## Ehemalige Kulturdenkmäler
| Bezeichnung | Lage                | Baujahr         | Beschreibung                                                                                         | Bild |
| ----------- | ------------------- | --------------- | --- | ---- |
| Wohnhaus    | Hauptstraße 52 Lage | 19. Jahrhundert | Wohnhaus, teilweise verschiefertes Fachwerk, Krüppelwalmdach, 19. Jahrhundert; nach 2011 abgebrochen | BW   |